# الجهاد البحري بآيسلندا

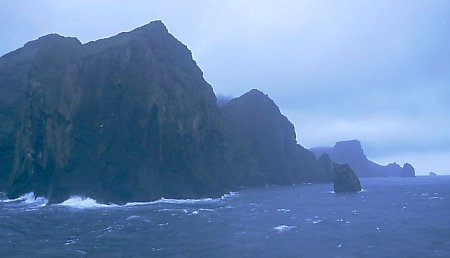

الجهاد البحري بآيسلندا، أو ما يعرف بالقرصنة البربرية أو الهجمات التركية بآيسلندا (بالآيسلندية: Tyrkjaránið)، كانت سلسلة من الجهاد البحري التي وقعت في أيسلندا بين 4 يوليو و19 يوليو في 1627م. كل من أوسترلاند (الطرف الشرقي من البلاد)، وفيستمانايجار (جزر قبالة الساحل الجنوبي) أغار عليها قراصنة من المغرب تحت قيادة البحار الهولندي مراد رايس الأصغر (جان جانزون فان هارلم)؛ وتعرض حوالي 400-800 من الأسرى للبيع في سوق العبيد، ولكن المصادر الآيسلاندية لا تتفق مع هذا الرقم.
في غزو فيستمانايجار، غادر بعض السكان وزعيمهم إلى جبال الجزيرة للاختباء في كهف. في وقت لاحق من ذلك اليوم، غادر زعيمهم الكهف للبحث عن بعض المساعدة فعُثر عليه وقُتل، وعثروا على الكهف بكل من كان فيه من الناس.
حاول المغاربة أيضا مهاجمة Bessastaðir ، إلا أنهم فشلوا بسبب نيران المدافع من التحصينات المحلية.
وصلت بضعة رسائل كتبها أسرى إلى أيسلندا، تشير إلى أنه تم التعامل مع الأسرى بشكل مختلف جدا وفقا للقادة لبحريين. وقال غوتورمور هالسسون، وهو أسير من المنطقة الشرقية، في خطاب مكتوب في باربيري في 1631م: «هناك فرق كبير هنا بين الأسياد. بعض العبيد الأسرى يحصلون معاملة حسنة ولطيفة من أسيادهم، والبعض يجدون أنفسهم في معاملة وحشية قاسية بشكل سيئ، والذين يُجبرون مع القليل من الطعام، مقيدين بالحديد، من الصباح حتى المساء».
وكان أبرز الأسرى السيدة "Guðríður Símonardóttir"، والتي تم بيعها كسيدة في الجزائر العثمانية وكانت من بين الأيسلنديين القلائل الذين تم استبدالهم بعد ما يقرب من عقد من الزمن بواسطة الملك كريستيان الرابع الدانمركي. فعادت إلى أيسلندا وتزوجت في وقت لاحق بهالغيمور بيتورسون (Hallgrímur Pétursson)، الذي أصبح وزيراً لوثرياً وأحد أشهر شعراء أيسلندا.

## وصلات خارجية
- Heimaslóð
- Vísindavefurinn